# Melithreptus
A Melithreptus a madarak osztályának verébalakúak (Passeriformes) rendjébe és a mézevőfélék (Meliphagidae) családjába tartozó nem.

## Rendszerezésük
A nemet Louis Pierre Vieillot írta le 1816-ban, az alábbi fajok tartonak ide:
- Melithreptus chloropsis[1]
- holdas mézevő (Melithreptus lunatus)
- feketefejű mézevő (Melithreptus affinis)
- fehértorkú mézevő (Melithreptus albogularis)
- kúszó mézevő (Melithreptus validirostris)
- feketetorkú mézevő (Melithreptus gularis)
  - aranyhátú mézevő (Melithreptus gularis laetior)[2] egyes rendszerezők szerint önálló faj  Melithreptus laetior néven
- rövidcsőrű mézevő (Melithreptus brevirostris)